# Allacta immunda
Allacta immunda är en kackerlacksart som först beskrevs av Brunner von Wattenwyl 1893.  Allacta immunda ingår i släktet Allacta och familjen småkackerlackor. Inga underarter finns listade i Catalogue of Life.